# Piper pogonioneuron
Piper pogonioneuron är en pepparväxtart som beskrevs av Trel. & Standley. Piper pogonioneuron ingår i släktet Piper och familjen pepparväxter. Inga underarter finns listade i Catalogue of Life.